# ベルギーの国旗
ベルギーの国旗（ベルギーのこっき、蘭: Vlag van België、仏: Drapeau de la Belgique、独: Flagge Belgiens）は、黒、黄、赤の三色旗である。1830年の独立宣言後、間もなく1831年1月23日に制定された。
デザインはフランスの国旗を元にしたとされている。三色は、黒地に赤い爪や赤い舌を出している黄色いライオンというブラバント公の紋章にちなんでいる。1830年の際は、水平三色旗であったが、1831年に垂直模様に変更された。
国旗の縦横比は、13:15であるが、デ・ファクトとして2:3も政府機関をはじめ、広く使われている。13:15の比率の起源は不詳となっている。この2:3比の旗は商船旗としても用いられている。
軍艦旗はサルタイアーが基調であり、白地に黒・黄・赤の十字が描かれ、王冠と交差させた大砲、錨が加えられている。第二次世界大戦後にベルギー海軍が再建され、1950年に制定された。軍艦用国籍旗（艦首旗）は国旗の縦横比を1:1にしたものである。

ブラバント公の紋章

??市民用旗や商船旗、縦横比2:3（デ・ファクト）
?? 政府用海上旗
? 軍艦旗
軍艦用国籍旗、縦横比1:1
空軍旗

## 歴史的な旗

? ベルギー合衆国の旗（1789年～1790年）
?オーストリア領ネーデルラントの旗
?オーストリア領ネーデルラントの旗
?ネーデルラント連合王国の旗（1815年～1830年）
?1830年の独立時の旗
?国際アフリカ協会の旗 コンゴ自由国（1877年 - 1908年）とベルギー領コンゴ（1908年 - 1960年）の旗も同じ
?ベルギー領コンゴの総督旗